# Gnojanka usiatkowana

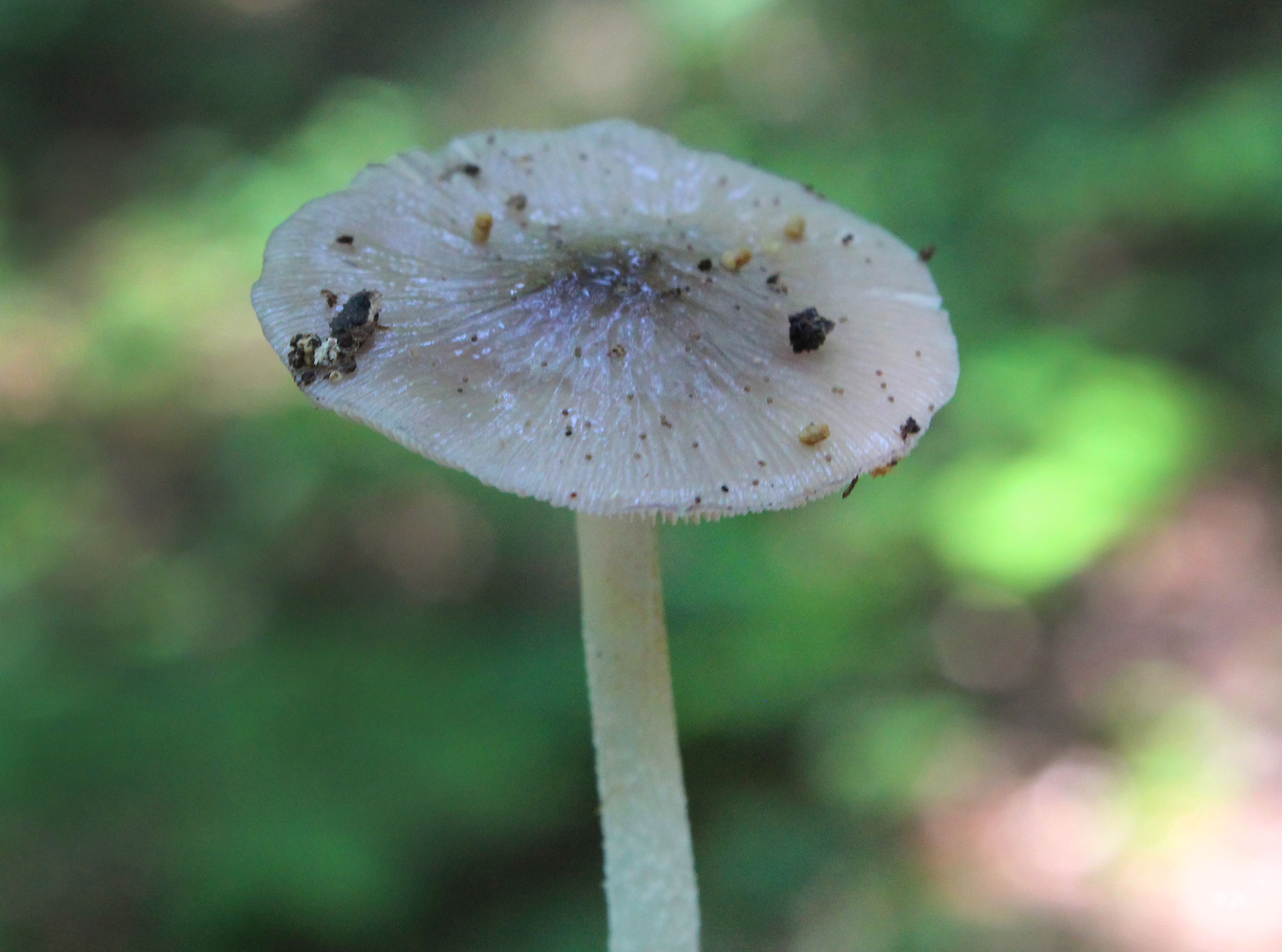

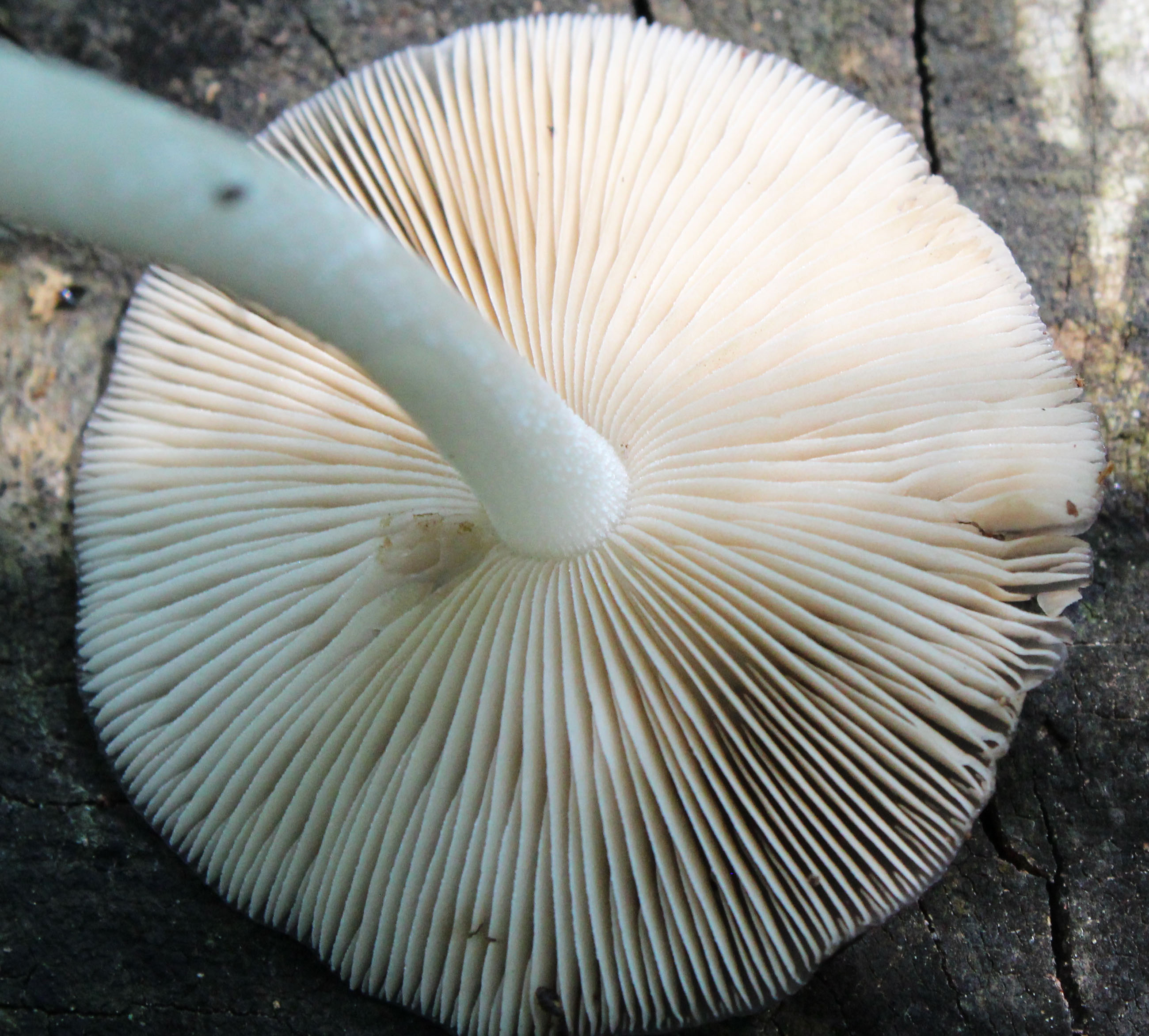

Gnojanka usiatkowana (Bolbitius reticulatus (Pers.) Ricken) – gatunek grzybów z rodziny gnojankowatych (Bolbitiaceae).

## Systematyka i nazewnictwo
Pozycja w klasyfikacji według Index Fungorum: Bolbitius, Bolbitiaceae, Agaricales, Agaricomycetidae, Agaricomycetes, Agaricomycotina, Basidiomycota, Fungi.
Po raz pierwszy takson ten zdiagnozował w roku 1798 Christiaan Hendrik Persoon nadając mu nazwę Agaricus reticulatus. Obecną, uznaną przez Index Fungorum nazwę nadał mu w roku 1915 A.Ricken.
Synonimów nazwy naukowej ma około 20. Niektóre z nich:
- Bolbitius aleuriatus (Fr.) Singer 1951
- Bolbitius reticulatus var. aleuriatus (Fr.) Bon 1990
- Bolbitius reticulatus var. australis (E. Horak) Garrido 1985
- Bolbitius reticulatus (Pers.) Ricken 1915, var. reticulatus
- Pluteolus aleuriatus var. reticulatus (Pers.) J.E. Lange 1938

Nazwę polską zaproponował Władysław Wojewoda w 2003 roku.

## Morfologia
Kapelusz
Średnica 1,5–5 cm, początkowo dzwonkowaty, później wypukły, w końcu płasko rozpostarty. Powierzchnia gładka, śluzowata, liliowa, szarawa lub fioletowawa, zazwyczaj na środku ciemniejsza, niż przy brzegu. Zazwyczaj jest prążkowany, czasami do samego środka.
Blaszki
Wolne, lub bardzo słabo przyrośnięte, dość gęste, początkowo białawe, potem lekko różowe, w końcu cynamonowe.
Trzon
Wysokość 3–7 cm, grubość około 0,5 cm, cylindryczny. Powierzchnia biała, drobno łuskowata, oprószona lub drobno owłosiona.
Miąższ
Białawy, bez wyraźnego zapachu i smaku.
Cechy mikroskopowe
Wysyp zarodników rdzawobrązowy. Zarodniki eliptyczne, gładkie, z porą rostkową na jednym końcu. Rozmiar: 9–13 × 4–6 μm. Na blaszkach występują brachybazydiole. Mają maczugowaty lub butelkowaty kształt i rozmiar  20–50 × 5–14 μm.

## Występowanie i siedlisko
Występuje w Ameryce Północnej, Europie i Japonii. W Ameryce Północnej jest szeroko rozprzestrzeniony. W Polsce gatunek rzadki. Znajduje się na Czerwonej liście roślin i grzybów Polski. Ma status R – gatunek potencjalnie zagrożony z powodu ograniczonego zasięgu geograficznego i małych obszarów siedliskowych. Znajduje się na listach gatunków zagrożonych także w Norwegii, Szwecji, Finlandii.
Saprotrof. Rozwija się na próchniejącym drewnie drzew liściastych, na kłodach, zrębkach i resztkach drewna.